# Щитник ржавый
Щитник ржавый, или элазмуха черничная (лат. Elasmucha ferrugata) — вид клопов из семейства древесных щитников. Питаются на смородине, чернике, ежевики, жимолости настоящей, боярышнике, и рубусе.
Представители данного вида отличаются от других представителей рода Elasmucha следующими признаками:
- первый членик усиков, как правило, чёрный;
- основание щитка с небольшим продольным чёрным пятном.